# Stacking
Stacking - technika poprawiania ostrości obrazu w zdjęciach astronomicznych, których słaba ostrość wynika z małej ilości światła oraz drgań atmosferycznych. Do wykorzystania tej techniki wykonuje się kilka takich samych zdjęć. W technice wykorzystuje się różnice w jasności punktów obrazu do określenia obrazów tych samych punktów, następnie tworzy się obraz przez uśrednianie jasności poszczególnych obrazów. W wyniku tych zabiegów zmniejsza się szum obrazu, zwiększa się ostrość.